# Élection gouvernorale khakasse de 2023
L’élection gouvernorale khakasse de 2023 se sont tenues du 8 au 10 septembre 2023 lors des élections infranationales russes de 2023 afin d'élire le gouverneur de la république de Khakassie, l'une des 22 républiques de la fédération de Russie, qui se situe en Sibérie. Le candidat sortant communiste Valentin Konovalov est réélu pour un second mandat face à son principal opposant Sergueï Sokol du parti Russie unie. La situation est unique en 2023 ; le gouverneur sortant est d'opposition, tous les autres étant soutenus par Russie unie (parti de Vladimir Poutine).
Moscou n'a par ailleurs pas destitué le gouverneur, alors que cette pratique avant les élections existe. Ainsi, ces élections peuvent être considérées comme les plus proches d'un modèle compétitif. Selon Meduza, ce sont les élections « les plus problématiques de cette année ». Le 2 septembre 2023, le candidat de Russie unie Sergueï Sokol se retire de la course.

## Contexte

### Situation générale

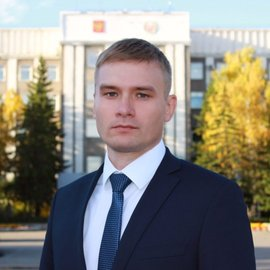
Valentin Konovalov.

La Khakassie est dans un cas unique en Russie, c'est le seul sujet où le candidat sortant est un candidat d'opposition, en l'occurrence du parti communiste de la fédération de Russie, même si ce parti est un parti systémique. Cependant, il faut noter que Moscou s'est mêlé de ce qui se passe en Khakassie, en essayant d'influencer les résultats, selon un rapport de Golos, ONG russe qualifiée d'agent étranger dans le pays. L'intrigue demeure cependant en Khakassie, alors que dans presque tous les autres sujets, c'est pratiquement joué d'avance.
Selon Golos, Valentin Konovalov, 35 ans, soit un des plus jeunes gouverneurs du pays, dispose de positions fortes. Il a obtenu un soutien d'un grand nombre de représentants d'autres partis en Khakassie, et l'ONG note qu'il bénéficie d'un « large soutien parmi les élites »(les élites locales),.

### Élections de 2018
Son élection s'inscrit dans les gouverneurs élus lors de la vague de protestation de 2018 à la suite du passage d'une loi sur le relèvement de l'âge de la retraite. En juin 2018, la loi avait été votée, et la cote du parti Russie unie avait chuté de 45% début juin à 33% en août.
Cette année-là, quatre région avaient subi cette vague ; au Primorié, dans le kraï de Khabarovsk ; dans l'oblast de Vladimir et donc en Khakassie ; faisant échouer les candidats de Moscou. Mais cette vague est seulement encore visible en Khakassie. Au Primorié, l'élection gouvernorale a été annulée par la Commission électorale centrale, enclenchant ainsi une nouvelle élection en décembre où Oleg Kojemiako, soutenu par Russie unie mais officiellement indépendant a gagné. Dans l'oblast de Vladimir, Vladimir Sipiaguine (LDPR) a démissionné en 2021. Dans le kraï de Khabarovsk, Sergueï Frougal a été arrêté en 2020, et a été condamné à 22 ans de prison pour organisation d'assassinats au début 2023 (lors de son arrestation, d'importantes manifestations avaient eu lieu dans le kraï). Konovalov a été le seul à garder son poste. Le Kremlin voulait en effet se débarrasser au plus vite des gouverneurs d'opposition.
Valentin Konovalov avait remporté 44,8% des suffrages, tandis que Viktor Zimine de Russie unie avait remporté 32% des suffrages. Mais le Kremlin ne souhaitant pas voir son candidat échouer au second tour, Zimine s'est retiré, puis tous les autres candidats, faisant de Konovalov le seul au second tour. En octobre 2018, le mandat de Zimine a expiré, et Mikhaïl Razvozjaïev a été placé par le Kremlin comme gouverneur par intérim. Même si le second tour était prévu début novembre, Razvozjaïev n'a pas pu faire en sorte d'empêcher Konovalov au second tour, et un second tour affichant Konvalov contre un bulletin contre a eu lieu dans les urnes.

### Mandat

#### Tentatives de le faire partir
Pendant la mandature de Konovalov, le Kremlin a lancé des campagnes de dénigrement contre le communiste, reprochant au gouverneur de verser d'importantes primes aux fonctionnaires et d'éviter le service militaire. La représentation du gouvernement fédéral en Khakassie a régulièrement critiqué le gouverneur pour son incompétence, en disant qu'il « ne sait pas comment travailler avec les finances ». Mais selon des sources consultés par Meduza, il a pu garder son poste car il y avait des accords entre le Kremlin et Guennadi Ziouganov.
Mais le Kremlin a tout de même tenter de le faire partir volontairement. Selon Meduza, le Kremlin lui aurait proposé une démission contre un siège à la Douma d'État, mais Konovalov a refusé après avoir consulté la direction de son parti. Fin 2022, le Kremlin aurait proposé toujours selon Meduza qu'il démissionne, pour le remplacer par un gouverneur par intérim de Russie unie, mais Konvalov a de nouveau refusé.

#### Guerre en Ukraine
Cette élection de 2023 se déroule dans un contexte particulier, avec la guerre russo-ukrainienne, qui est devenue le sujet politique le plus important en Russie depuis l'invasion de l'Ukraine par la Russie enclenchée en février 2022 par Vladimir Poutine. En février 2023, le gouverneur Valentin Konovalov a été ajouté à la Specially Designated Nationals and Blocked Persons List  des États-Unis pour avoir mis en œuvre la mobilisation partielle. Il soutient la guerre, ayant dit que les combattants des forces armées ukrainiennes étaient des « nazis et Banderites », et a annoncé qu'un monument aux soldats russes morts en Ukraine sera érigé en Khakassie.

#### Corruption locale
Radio Free Europe/Radio Liberty note que Konovalov a été reproché de son incapacité à former une équipe ; car il changeait de premier adjoint environ une fois tous les six mois. Mais il a aussi été entaché d'affaires de corruption locale, auxquelles il a été associé. Son assistant, Viktor Garanine a été arrêté pour participation à une fraude forestière, et son  ministre du logement et des services communaux Sergueï Novikov a été condamné à 9 ans de prison pour avoir accepté un pot-de-vin. Mais le journal note que les affaires sont moins importantes qu'à l'ère de Viktor Zimine, lorsqu'Alexandre Golychev, chef de l'administration du gouverneur a été condamné pour pots-de-vin ; Vladimir Byzov, chef de Tariffenergo (entreprise énergétique) et d'autres ont aussi été condamnés pour corruption.
Selon la radio et ce qu'elle relate, ses adversaires veulent le montrer comme quelqu'un d'entaché, mais la population le voit comme quelqu'un qui essaie  d'endiguer le problème, avec sa faible expérience.

## Mode de scrutin
L'élection du gouverneur de Khakassie a lieu au scrutin uninominal majoritaire à deux tours. Est élu pour cinq ans le candidat ayant recueilli la majorité absolue (50%+1) du total des votes valides et invalides au premier tour ou, à défaut, celui arrivé en tête lors du second tour organisé entre les deux candidats ayant recueilli le plus de voix au premier.

## Candidats
En Khakassie, les candidats à la tête ne peuvent être nommés que par des partis politiques enregistrés. Le candidat à la tête de la république de Khakassie doit être citoyen russe et âgé d'au moins 30 ans. Les candidats à la tête ne doivent pas avoir de citoyenneté étrangère ni de permis de séjour. Chaque candidat, pour être inscrit, doit recueillir au moins 10 % des signatures des membres et des chefs de municipalités (126 à 132 signatures).  Les candidats principaux présentent également 3 candidatures au Conseil de la Fédération et le vainqueur de l'élection nomme plus tard l'un des candidats présentés.

### Inscrits
Candidats:
- Vladimir Groudinine (Communistes de Russie), dirigeant d'une usine d'aérospatiale, militant communautaire[7];
- Valentin Konovalov (CPRF), chef sortant de la république de Khakassie (2018-présent)[8],[9];
- Mikhaïl Molchanov (LDP), membre du Conseil suprême de Khakassie (depuis 2022), assistant du député de la Douma d'État Alexeï Didenko[10];

### S'est retiré
- Sergueï Sokol (en) (Russie unie), député de la Douma d'État (2020-présent), ancien gouverneur par intérim de l'oblast d'Irkoutsk (2009)[11],[12].

### N'a pas pu s'enregistrer
- Alekseï Khabarov (Rodina), président du bureau régional de Rodina[13];
- Olga Chirkovets (ru) (SRZP), membre du Conseil suprême de Khakassie (1996-2000, 2009-2013, 2018-présent), journaliste[2],[13].

### N'ont pas souhaité se présenter
- Abrek Tcheltygmachev (Russie unie), chef du raïon d'Askiz (depuis 2002)  (candidat au Conseil suprême)[14];
- Ievgueni Tcheltygmachev (Russie unie), membre du Conseil suprême de Khakassie (2019-présent)  (candidat à la réélection)[15];
- Andreï Filiaguine (SRZP), membre du Conseil suprême de Khakassie (2018-présent), candidat en 2018  (passé aux Indépendants puis aux Communistes de Russie) (candidat au Conseil suprême)[16];
- Alekseï Liomine (Russie unie), maire d' Abakan (2019-présent)[17];
- Innokentiy Stryapkov, chef du raïon de Beïa  (2019-présent)[18];
- Irina Voïnova (Russie unie), chef du raïon d'Altaï (2022-présent), ancienne vice-Première ministre de Khakassie (2018-2022)  (candidate au Conseil suprême)[19];
- Aleksandr Joukov (Russie unie), sénateur de Khakassie (2019-présent)  (candidat à la réélection)[20].

### Candidats au Conseil de la Fédération
- Vladimir Grudinine (Communistes de Russie) :
  - Vladimir Kolesnikov ;
  - Vitali Ivanov ;
  - Dmitri Solomkine.
- Valentin Konovalov (KPRF):
  - Igor Mamontov, conseiller de Valentin Konovalov, ancien chef du comité exécutif du bureau régional de Russie unie (2015-2021) ;
  - Valery Oussatiouk , sénateur sortant de Khakassie (2018-présent) ;
  - Oleg Zemtsov, ancien membre du Conseil des députés d'Abakan (2008-2013), avocat.
- Mikhaïl Moltchanov (LDPR) :
  - Vitaly Glebov, employé du dépôt ferroviaire ;
  - Andreï Chcshev, membre du Conseil suprême de Khakassie (2018-présent) ;
  - Nikolaï Vassiliev, homme d'affaires.
- Sergueï Sokol (Russie unie) :
  - Abrek Tcheltygmachev, chef du raïon d'Askiz (depuis 2002) ;
  - Saïana Kazygacheva, boxeuse ;
  - Irina Sannikova, membre de la Chambre civique de Russie (depuis 2023), directrice adjointe de la réserve naturelle de Khakassie.

## Campagne

### Volonté de revanche
La Khakassie fait figure d'exception ; depuis 11 ans, aucun candidat d'opposition n'avait pu être candidat sortant candidat à sa réélection, ils étaient tous limogés par le Kremlin avant l'élection et remplacé par un candidat de Russie unie (ou indépendant mais proche du parti). Le Kremlin ne l'a pas limogé avant l'élection, et Golos estime ceci comme le plus grand mystère de Konovalov. L'ONG suggère que le KPRF a des accords avec Russie unie, expliquant pourquoi il n'a pas été limogé.
Mais dans tous les cas, Russie unie cherche à influencer l'élection en sa faveur. Mais Russie unie ne peut pas jouer sur le patriotisme, le KPRF étant au contraire considéré comme « patriotique » (soutien à la guerre par exemple). Konovalov n'a par ailleurs jamais critiqué Poutine, et est arrivé gouverneur grâce à un vote de protestation auquel il ne s'attendait pas. Pendant la campagne de 2018, il était resté tranquille, et mise sur la même stratégie pour 2023. Selon Golos, Poutine et son camp veulent une revanche, en particulier Sergueï Kirienko, lui en charge de la politique intérieure, ainsi qu'Alexandre Kharitchev, chef du département chargé d'assurer les activités du Conseil d'État de l'administration présidentielle.

### Sergueï Sokol face à Konovalov

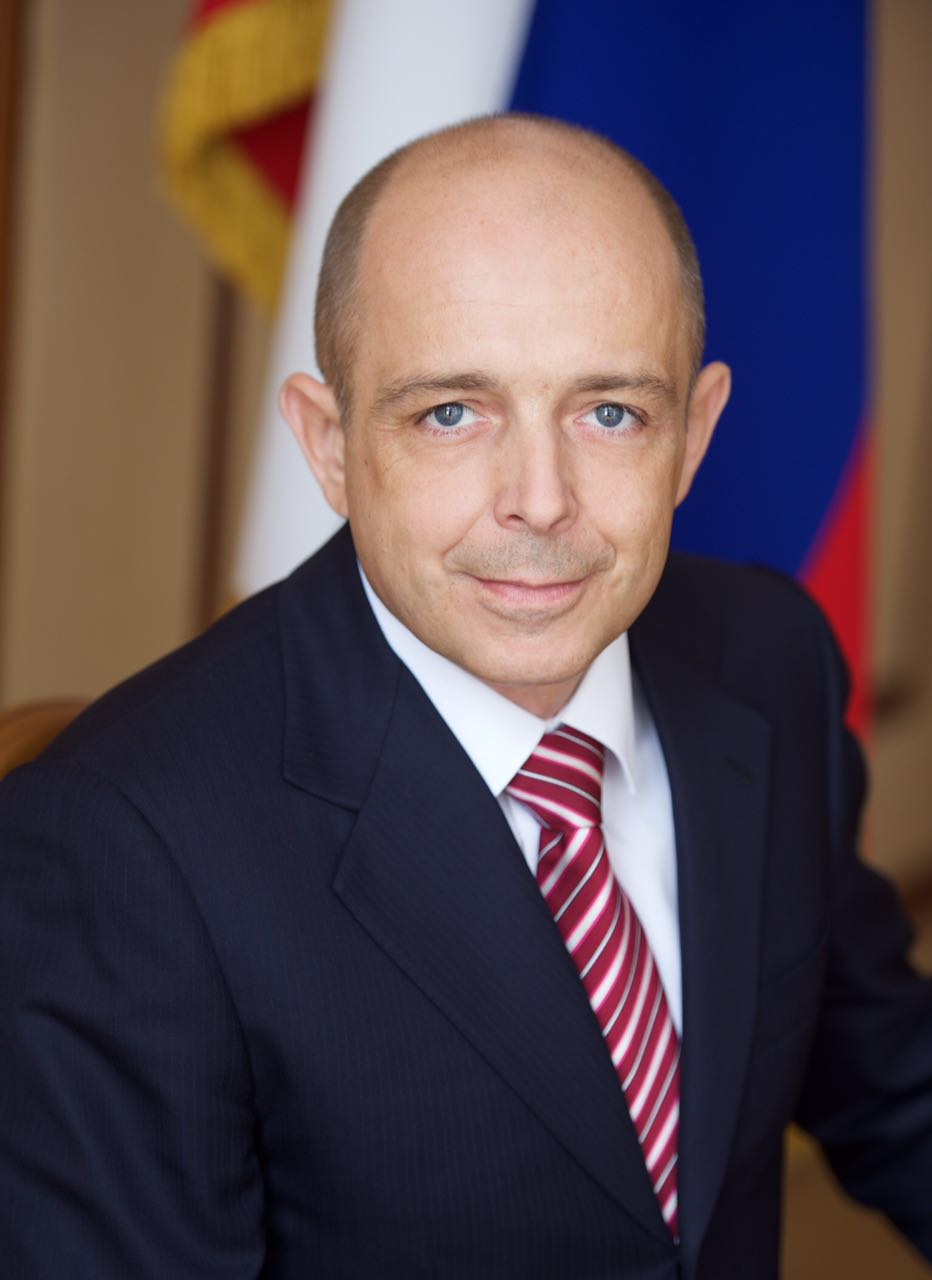
Sergueï Sokol.

Le Kremlin a pris Sergueï Sokol (en) comme candidat de Russie unie pour le poste de gouverneur, candidat protégé de Rostec, conglomérat russe et de directeur général Sergueï Tchemezov. Il est depuis 2021 député de Khakassie à la Douma d'État. Mais il a été parachuté en Khakassie, étant donné qu'il avait auparavant des postes dans le kraï de Krasnoïarsk puis dans l'oblast d'Irkoutsk. Selon une source de Meduza, l'élection au poste de député de la république en 2021 était « une élection pour la croissance. Il était censé être promu dans la république et se présenter aux élections de gouverneur en 2023 ».
Il est né à Sébastopol, était dans les années 2000 gouverneur adjoint de Krasnoïarsk Alexandre Khloponine, a travaillé pour Rostec à partir de 2010, puis a été nommé au conseil de l'administration de l'entreprise Oboronprom (fabricant d'hélicoptères et d'armes) en 2015, entreprise liquidée trois ans plus tard.

#### Image de Sokol
Sergueï Sokol est considéré comme protégé de Rostec et de son directeur général Sergueï Tchemezov, et ainsi vu comme un lobbyiste. Mais l'homme souhaite être un candidat du peuple, se déplaçant par exemple dans un UAZ Patriot avec la lettre Z, et diffusant des images de lui en classe économique dans l'avion.
L'oblast d'Irkoutsk et ses habitants envoient d'ailleurs selon RFE/RL une mauvaise image de Sergueï Sokol à la Khakassie, des habitants conseillant à la Khakassie de ne pas voter pour lui. Lorsqu'il était président de l'Assemblée législative de l'oblast d'Irkoutsk, en 2019, Alexeï Kolenov, président du conseil des anciens combattants d'Irkoutsk, lui avait dit : « Monsieur Sokol, comme vous êtes sorti de nulle part , vous n'irez nulle part », alors que Sokol cherchait à changer le mode de scrutin du maire d'Irkoutsk.
Pour RFE/RL, l'image de Sokol est ruinée par un documentaire produit possiblement par ses opposants dans l'oblast d'Irkoutsk. Il aurait conclu un contrat en contournant la législation antimonopole lorsqu'il était président de la douma de l'oblast d'Irkoutsk, contrat sur la réparation de logements délabrés pour 1 milliard de roubles. Il est accusé aussi de la faillite de l'usine Khimprom de Volgograd, qui faisait partie de Rostec.

##### Participation à la guerre en Ukraine
Ce Sokol a selon les médias russes participé à l'invasion russo-ukrainienne entre l'hiver 2022 et le printemps 2023 au sein du bataillon « Cascade ». Selon une connaissance de Sokol interrogé par Meduza, il est pas parti pour des raisons de carrières, et Sokol a déclaré sur Rossiya 1 qu'il n' « a pas ressenti d'autre option que d'aller dans la zone de combat. Dès le début de la mobilisation, j’ai su que ma place était là ». Mais lorsque Meduza a demandé à son proche si Sokol connaissait des blessés ou morts, il n'a pas répondu.
Mais à partir de l'été 2023, les mentions de cette participation ont disparu, possiblement car cela n'a pas contribué à augmenter sa côte de popularité dans la région. La BBC rapporte l'existence possible d'un sondage réalisé en juillet 2023, où Sokol aurait 34 % alors que Konovalov le surpasserait avec 42 % (votes pour le premier tout). Sokol serait populaire chez les plus de 60 ans (44%), alors que les 25-34 ans, il aurait que 18% d'intention de vote.

### Dénigrement de la Société de radiodiffusion et de télévision de Khakassie et autres
Pour le KPRF, il y a une campagne de « dénigrement » active contre Konovalov. Sur la Société nationale de radiodiffusion et de télévision « Khakassie », en six mois, il y avait 43 reportages négatifs sur 63 reportages sur Konovalov, alors que les 61 reportages sur Sokol étaient tous positifs, d'après le vice-président du Comité central du Parti communiste de la Fédération de Russie, Iouri Afonine. Pour Galliamov, un activiste de Golos, la campagne de dénigrement existe bien, mais Konovalov sait la contourner. Lors du débat télévisé du 15 août, l'activiste rapporte que Konovalov est resté simple tandis que Sokol a dit beaucoup de « bêtises » sur la région.
Mais selon le KPRF, ces campagnes indiquent que Sokol « ne va pas très bien » : « S’ils se sentaient calmes, ils ne feraient pas de tels gestes. », car ils seraient au coude à coude. Les médias en Khakassie reprochent à Konovalov son manque de relations avec le Kremlin (Poutine et Konovalov ne sont jamais vu après son élection au poste de gouverneur en 2018). On l'accuse d'utiliser des technologues politiques « anti-russes » vivant aux États-Unis, mais dont aucune source avère ses propos. Sinon, il lui a été accusé l'intention de déplacement d'un crématorium pour animaux de la ville de Tchernogorsk vers la ville de Saïanogorsk, même si la décision finale n'a pas été prise.

### Conflit avec Chtygachev

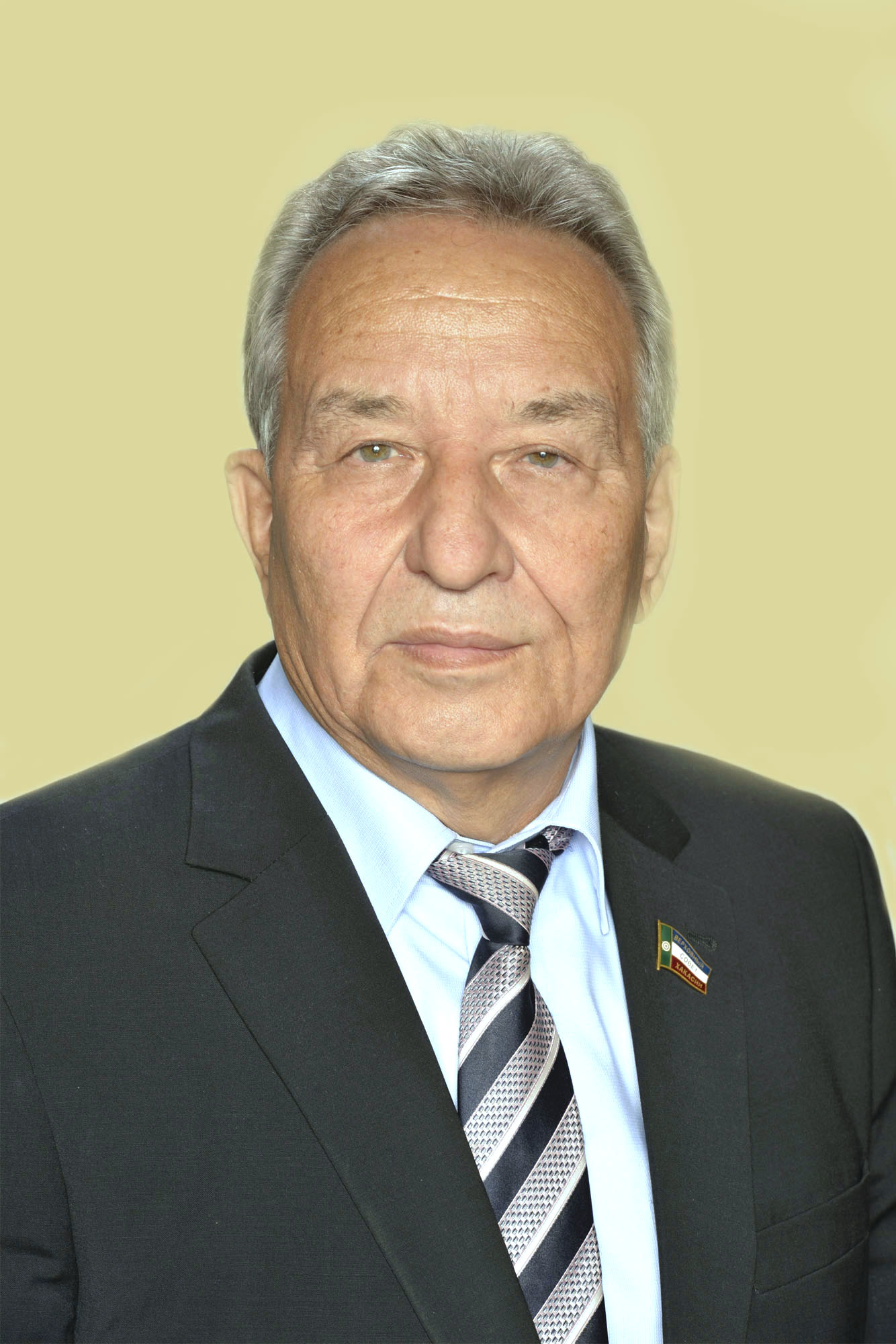
Vladimir Chtygachev.

Le parti fédéral Russie unie s'abstient de commenter sur Konovalov, mais la branche en Khakassie ne se gêne pas. Par exemple en avril, 14 députés de Russie unie ont voté contre le rapport annuel du gouverneur de la Khakassie (il a été adopté par 23 autres députés ayant voté pour). Mais la branche régionale n'a pas expliqué pourquoi. Mais la branche régionale a subi un revers auquel elle ne s'attendait pas.
Le président du conseil suprême de Khakassie (le parlement), Vladimir Chtygachev (ru), président depuis 1992 et membre de Russie unie, a décidé de quitter le parti, car il ne supportait pas la nouvelle direction du parti régionale qui a décidé de voter contre le rapport annuel du gouverneur. Selon des sources de Meduza  « Sokol veut contrôler complètement la branche du parti, et Chtygachev voulait maintenir une influence informelle, il voulait que Russie unie soit guidée par lui. Naturellement, un conflit est apparu, d'abord froid, puis chaud ». En juin 2023, Chtygachev a rejoint le KPRF, en étant candidat pour être à nouveau député du conseil suprême.

### Intervention de la Commission centrale
Les ingérences de Moscou dans la campagne électorale s'est fait sentir au travers de Vladimir Groudinine, considéré comme candidat pour diviser les votes. Le 10 juillet, la branche régionale du KPRF a fait appel à la commission électorale régionale, car ce Groudinine se présente sous les communistes de Russie, en disant qu'il n'est plus chez le KPRF, mais qu'aucun document existerait sur ce retrait du KPRF. La commission électorale régionale a vérifié la candidature de Groudinine, et a constaté que l'écriture manuscrite de la demande d'adhésion de Groudinine au KPRF était différente de celle de retrait. La commission régionale a ainsi refusé l'enregistrement de Groudinine à l'élection.
Mais le 25 juillet 2023, la Commission électorale centrale de la fédération de Russie a déclaré que l'action de la commission régionamle était illégale, et a exigé que d'ici 3 jours, la commission « prenne une décision sur le fond de la question ». Selon Golos, la commission centrale et sa présidente Ella Pamfilova ont « exercé une pression ouverte sur les membres de la commission régionale ». Le 27 juillet, Groudinine a été enregistré par la Commission centrale, en contournant la régionale. Selon Golos, la Commission centrale a violé la législation fédérale.
À noter par ailleurs que Vladimir Groudinine est un homonyme de Pavel Groudinine, ancien candidat du KPRF à l'élection présidentielle de 2018.

### Politique et élites locales

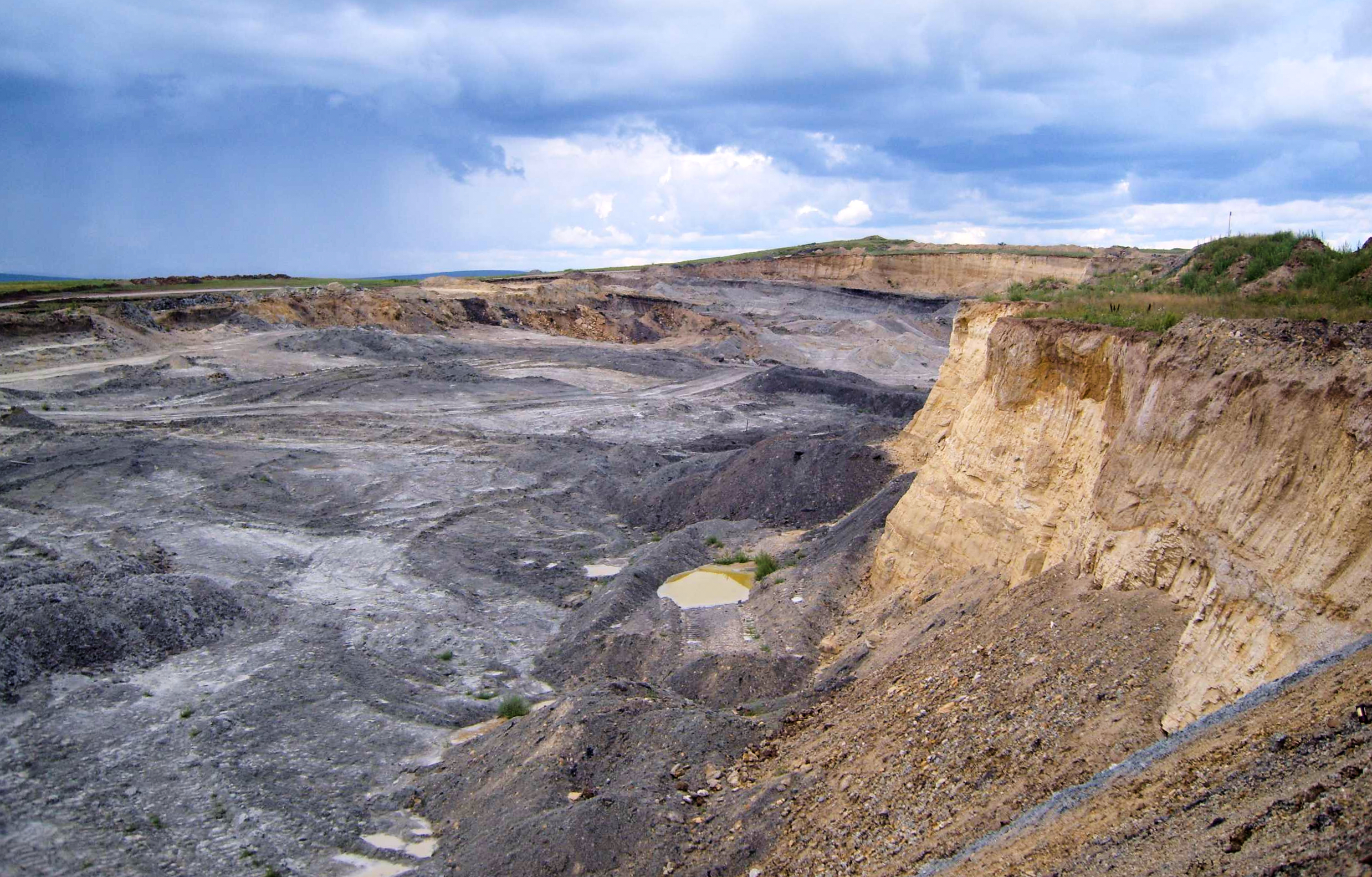
Mine en Khakassie.

La Khakassie est une région minière, où les sociétés minières et métallurgiques contribuent à l'essentiel du budget républicain. La Khakassie dépend fortement du marché mondial, étant donné que le charbon et l'aluminium sont ses principaux exports. À cause de la pandémie de Covid-19, les recettes fiscales de la Khassie ont chuté de 10 %, et le budget fédéral a activé des aides pour financer les prestations sociales. Ces aides se sont terminées en 2021, mais grâce à la reprise et à la vente plus chère des matières premières, le budget de la région a augmenté d'un quart. Plusieurs entreprises ont installé des succursales dans la région, dont la Société de production sibérienne qui a versé 850 millions de roubles au budget de la république en 2022.
Cette croissance a permis à Konovalov de conquérir le soutien des élites locales. Alors que Sokol a lui réussi à « en avoir marre » de nombreux responsables locaux selon Meduza pendant sa campagne, Konovalov est considéré comme doux. Selon Meduza, Konovalov pourrait être dur, mais a compris qu'il ne peut pas l'être étant donné qu'il n'a pas le soutien du Kremlin. De l'autre côté, Sokol souhaiterait si élu selon Meduza lancer des purges chez les élites locales, pour avoir seulement des fidèles.

### Spéculations
La suite de la campagne selon Golos devrait voir de nouvelles ingérences de Moscou, mais il reste à savoir si la force sera utilisé, c'est-à-dire de déclarer le scrutin invalide où autre procédure du même type. Pour l'ONG, si Konovalov gagne, il n'y aura pas de tragédie pour Moscou et « un tel résultat renforcera la confiance dans les élections ». Si Sokol gagne, cela conviendra à Moscou car ce sera un membre de son parti, et puis rien d'autres. Konovalov est communiste, mais est loyal, et refuser l'élection de celui-ci entraînerait un scandale.
Mais Moscou resterait confiant selon Meduza, pensant qu'un « vétéran de la [guerre] du Nouvel Ordre Mondial ne peut pas perdre ».

### Situation en août 2023
Alors qu'en juillet, Konovalov et Sokol avaient chacun environ 40 % des intentions de votes selon Meduza, l'écart s'est creusé en août. Selon une source consultée par Meduza de l'administration présidentielle « Le deuxième tour est déjà une réalité, et son issue ne sera pas en faveur de Sokol ». Le média rapporte que selon des sondages fermés, bien que non confirmés, Konovalov aurait environ 45 %, et pourrait peut-être approcher les 50 %. Une des principales raisons est Vladimir Chtygachev, président du conseil suprême depuis 1992, qui a changé son affiliation pour le KPRF, contribuant ainsi à faire monter la côte de Konovalov. Se présentant sur la liste du parti pour le conseil suprême, il a attiré un public séculaire, fidèle, qui occupe des postes en Khakassie depuis 1978 , inspirant ainsi confiance.
Le Kremlin a constaté que l'image de Sokol comme vétéran ne fonctionnait pas, pensant que les habitants ne comprenaient pas l'importance de vétéran. Mais voyant l'échec, Sokol a arrêté de se présenter comme un vétéran, et plutôt comme « lobbyiste efficace », qui pourrait faire obtenir plus de préférences pour la république de la part de Moscou. Selon Meduza, Alexeï Semionov, assistant du Bureau des affaires du Conseil d'État, a été chargé par le Kremlin de superviser la campagne de Sokol, ce que Moscou fait souvent lors d'élections problématiques. De plus, Alexandre karitchev, proche de Sergueï Kirienko, a été envoyé sur le terrain, avec une visite à la mi-août. Il a critiqué les élites locales, et a accusé les communistes d'avoir paralysé la commission électorale régionale.

#### Divergences et pressions
Mais la situation s'est aggravé ; le maire de la ville de Sorsk Vladimir Naïdenov (maire depuis 2009) qui était chez Russie unie a critiqué Sokol, et a annoncé soutenir Konovalov. Selon lui, la campagne de Sokol ne vise « pas au développement de la république, mais à satisfaire les ambitions de pouvoir de l'un des candidats », et que ses opinions sont différentes des méthodes et actions de la branche régionale du parti. Il a ajouté « J'ai décidé de me retirer du parti Russie Unie, car je considère les méthodes de lutte politique que le parti utilise aujourd'hui comme inacceptables. ». En réaction, le sénateur Russie unie de Khakassie Alexandre Joukov a déclaré que « Le parti se purge de ses dirigeants médiocres »
Dans la nuit du 12 août, des policiers se sont rendus chez la cheffe du service de presse du chef de Khakassie, Iana Tamarovskaïa. Selon cette dernière, ils sont venus « parce qu'on parlait de politique ». Ils sont venus à onze heures et demie du soir dans son appartement de Saïanogorsk, alors que sa résidence principale est à Abakan. Selon le ministère de l'Intérieur de Khakassie, la police est venu car elle a été informée de bruits et cris dans la maison de Saïanogorsk.

#### Débat de la mi-août
Konovalov et Sokol se sont rencontrés personnellement lors du premier débat télévisé le 15 août 2023. Il y avait aussi Mikhaïl Moltchanov du LDPR et Vladimir Groudinine. Konovalov a accusé Moltchanov et Groudinine adversaires d'« assistants », car ces derniers n'ont critiqué que le gouvernement sortant, et non Sokol, ainsi que de « spoilers de Sokol », car ils diviseraient le vote. Il les a aussi accusé d'avoir fait les mêmes promesses que Russie unie.
Sokol a lui accusé le gouverneur sortant que la Khakassie avait un salaire moyen faible par rapport aux autres régions et à la moyenne Russe (ce qui est vrai). Moltchanov a lui offert un masque à gaz à Konovalov, le candidat du LDPR qualifiant le geste de cadeau « des poumons impurs des habitants de la république », la Khakassie étant très polluée au niveau de l'air à cause des industries. En effet à Abakan par exemple, le taux de particules fines est de 53 µg/m3, alors que la recommandation de l'OMS est de 25 µg/m3. Mis à part ces attaques, le débat a été assez apaisé, traitant principalement d'économie.

#### Plan de secours
Mais le débat a selon les sources de Meduza pas rectifier le tire, et que la situation ne s'arrange pas, « Il est peut-être trop tard ». Mais les sources proches du Kremlin de Meduza expliquent que la stratégie d'invalider les élections comme au Primorié en septembre 2018 pourrait avoir lieu comme un plan de secours, en invoquant des falsifications. Mais ce plan de secours aura lieu que si l'écart entre Sokol et Konovalov est faible. Selon les interlocuteurs de Meduza, s'il l'écart réel est trop gros, l'annulation ne sera pas accepté, et le Kremlin devra accepter les résultats, afin de ne pas envenimer la situation. Mais si les élections sont annulées, Sokol aura lieu un poste compensatoire dans une autre région russe ou poste fédéral, tandis qu'un gouverneur par intérim sera mis en place pour organiser de nouvelles élections.

### Derniers jours: Retrait de Russie unie
Le 2 septembre 2023, Sergueï Sokol annonce son retrait de l'élection gouvernorale. À exactement une semaine du vote, le candidat a annoncé sur Telegram depuis l'hôpital qu'il était trop malade pour se lever. Il a alors déclaré qu'« être gouverneur est un travail sérieux et responsable et vous ne pouvez pas rester inactif même pendant une journée ». Selon une source proche de l'administration présidentielle rapportée par The Telegraph, Sokol était devenu un cygne noir, et il était incapable de gagner.
Toujours selon The Telegraph, le parti de Russie unie est incapable de bourrer les urnes, car Russie unie ne contrôle pas les appareils administratifs de la république. Pour un analyste consulté par le journal, la Khakassie est « un indicateur de l’état d’esprit réel qui règne au cœur du pays ». Selon des sondages non publiés relayés par The Telegraph et la chaîne russe de télévision RBK, Sokol était montré perdant. Russie unie cherchait début septembre à faire pression sur les candidats pour qu'ils se retirent et ainsi que Vladimir Poutine nomme un gouverneur de son parti par intérim, mais au 7 septembre au soir, veille de l'élection, aucune autre démission n'a eu lieu.

## Sondage
| Sondeur | Date             | Abstention                           | Indécis                              | Sokol                                | Konovalov                            | Moltchanov                           | Groudinine                           |
| ------- | ---------------- | ------------------------------------ | ------------------------------------ | ------------------------------------ | ------------------------------------ | ------------------------------------ | ------------------------------------ |
| Sondeur | Date             | Abstention                           | Indécis                              |                                      |                                      |                                      |                                      |
|         | 2 septembre 2023 | Sergueï Sokol se retire de la course | Sergueï Sokol se retire de la course | Sergueï Sokol se retire de la course | Sergueï Sokol se retire de la course | Sergueï Sokol se retire de la course | Sergueï Sokol se retire de la course |
| INSOMAR | 30-31 août 2023  | 1 %                                  | 12 %                                 | 41 %                                 | 40 %                                 | 4 %                                  | 2 %                                  |

## Résultats
|                          | Valentin Konovalov       | Parti communiste         | 98 278  | 63,14 |  |  |
|                          | Mikhaïl Moltchanov       | LDPR                     | 22 302  | 14,33 |  |  |
|                          | Vladimir Groudinine      | Communistes de Russie    | 18 614  | 11,96 |  |  |
|                          |                          |                          |         |       |  |  |
| Votes valides            | Votes valides            | Votes valides            | 139 194 | 89,43 |  |  |
| Votes blancs et nuls     | Votes blancs et nuls     | Votes blancs et nuls     | 16 451  | 10,57 |  |  |
| Total                    | Total                    | Total                    | 155 653 | 100   |  |  |
| Abstention               | Abstention               | Abstention               | 238 421 | 60,50 |  |  |
| Inscrits / participation | Inscrits / participation | Inscrits / participation | 394 074 | 39,50 |  |  |

### Articles
: document utilisé comme source pour la rédaction de cet article.
- (ru) « Конкурентные выборы в России — только в Хакасии. Расплата за протестный 2018 год? » [« Les élections compétitives en Russie n’ont lieu qu’en Khakassie. Des représailles pour l’année de protestation 2018 ? »], BBC,‎ 16 août 2023 (lire en ligne)
- (ru) « Кремль о выборах губернатора Хакасии полтора месяца назад: «Ветеран СВО не может проиграть». Кремль сейчас: проиграть может — но тогда результаты аннулируют » [« Le Kremlin à propos de l'élection du gouverneur de Khakassie il y a un mois et demi : "Un vétéran de la Région militaire Nord ne peut pas perdre". Le Kremlin maintenant : il peut perdre - mais alors les résultats seront annulés »], Meduza,‎ 21 août 2023 (lire en ligne)
- (ru) « «Ветеран СВО не может проиграть» Кремль очень хотел, чтобы губернатором Хакасии стал единоросс, который провел полгода на войне. Но (как вы уже догадались) все, как обычно, пошло не так, как хотели в Кремле » [« "Un vétéran de la Région militaire Nord ne peut pas perdre" Le Kremlin souhaitait vraiment que Russie unie, qui a passé six mois dans la guerre, devienne gouverneur de Khakassie. Mais (comme vous l’avez peut-être deviné), tout, comme d’habitude, ne s’est pas déroulé comme le voulait le Kremlin. »], Meduza,‎ 5 juillet 2023 (lire en ligne)
- (ru) S.V. Andreitchouk (Golos), 2.3. Специфика избирательной кампании в Хакасии и вмешательство в нее федерального центра [« 2.3. Les spécificités de la campagne électorale en Khakassie et l'intervention du centre fédéral dans celle-ci »] (lire en ligne)
- (ru) « "Статус ветерана ему не поможет". За пост губернатора Хакасии борется "участник" войны, выдвинутый Кремлем » [« "Le statut d'ancien combattant ne l'aidera pas." Un « participant » à la guerre, nommé par le Kremlin, se bat pour le poste de gouverneur de Khakassie »], Sibreal (RFE/RL),‎ 18 août 2023 (lire en ligne)